# Rheum Barouh
Rheum Barouh is een bestuurslaag in het regentschap Bireuen van de provincie Atjeh, Indonesië. Rheum Barouh telt 954 inwoners (volkstelling 2010).